# Rhachitopis brachypterus
Rhachitopis brachypterus är en insektsart som beskrevs av Naskrecki 1992. Rhachitopis brachypterus ingår i släktet Rhachitopis och familjen gräshoppor. Inga underarter finns listade i Catalogue of Life.